# Гуфи и его команда
«Гу́фи и его команда» (англ. Goof Troop) — мультипликационный сериал Walt Disney Television. Другие названия — «Гуфи и Макс», «Команда Гуфи». В 1995 году как продолжение сериала вышел полнометражный мультфильм «Каникулы Гуфи». В 2000 году — «Неисправимый Гуфи» (также известен под названием «Экстремальный спорт»).

## Сюжет
Гуфи — антропоморфная собака, попадающая в различные истории. Однажды Гуфи решает отвезти своего сына Макса в родной несуществующий город Спунервиль, где у него остались школьные друзья — антропоморфный кот Пит и его жена Пэг. Однако Питу не понравился переезд Гуфи, так как он всё ещё помнил бейсбольный матч, который их команда проиграла по вине Гуфи, поэтому он решает побыстрее отправить Гуфи обратно. Зато Пэг всегда нравился Гуфи, и она продала ему дом, который Пит хотел снести и вырыть на его месте пруд. Теперь Пит ещё больше невзлюбил Гуфи.
Помимо сюжетной линии отношений Гуфи с Питом, в сериале присутствует не менее важная линия отношений двух друзей — Макса и Пи-Джея.

## Производство
Walt Disney Television, 1992 год. Всего было снято 79 эпизодов продолжительностью по 22 минуты. 79 эпизод, «Goof Troop Christmas» (Рождество Гуфи), не был дублирован на русский язык.
- Главный режиссёр: Роберт Тейлор
- Режиссёры: Мирче Меннтэ, Боб Замбони, Майк Свейко, Иэн Хэрроуэлл,  Роберт Тейлор,
- Сценарий: Стив Каден, Джефф Сейлор, Джулия Льювалд, Карл Геурс, Марион Уэлс, Чак Тейтели, Джими Мэгон, Рич Фогель, Майк Зайденберг, Стефан Леви, Брюс Толкингтон, Ян Стрнад, Кэтрин Пардью, Стив Сустарсик и другие
- Продюсер: Роберт Тейлор, Генри Таккер
- Композитор: Марк Уоттерс

## Персонажи
- Макс (англ. Max) — сын Гуфи. Макс отличается от Гуфи внешностью и характером. Макс 11-летний инициативный и умный мальчишка, обожающий всевозможные приключения и авантюры, в большинство которых он втягивает своего друга Пи-Джея, сына Пита. Макс любит своего отца, но всё же желает, чтобы он был хоть чуточку нормальнее.
- Гуфи (англ. Goofy) — главный герой мультсериала. Отличается глупостью, чудачеством и рассеянностью, но имеет очень доброе сердце. Из-за своей незадачливости попадает во всевозможные неприятные истории, которые, однако, всегда оканчиваются для него удачно.
- Пит (англ. Pete) — сосед Гуфи и главный отрицательный герой сериала. Успешный и беспринципный бизнесмен, занимается продажей поддержанных автомобилей и не упускает шанса развести доверчивых клиентов на деньги. Не очень умён, невезуч, боится высоты. Называет жену «лапушкой», «булочкой», «топтыжкой», при этом не называя её по имени, сам является её небольшим подкаблучником. Впрочем, ради неё тоже готов на пакости, за что он получает от неё неодобрительные отношения. Терпеть не может простака Гуфи, но в то же время часто пытается использовать его в своих целях. Тем не менее, Гуфи часто спасал его в сложных ситуациях. Больше всего любит хорошо поесть и порыбачить на своей яхте. Также, в заключительной серии «Чай для двоих» его отрицательная натура глубоко связана с бесконечными поражениями в гольф-клуб, отчего он готов был уничтожить бульдозером мини-гольф, тогда как для остальных главных героев это было тёплым воспоминанием.
- Пэг (англ. Peg) — жена Пита. Пэг — красивая, решительная, да и к тому же немного властная женщина, что во многом проявляется в её отношении к Питу, на которого она имеет большое влияние. Также Пэг имеет очень громкий голос, который иногда помогает ей управлять Питом. Её очень раздражают, а иногда даже и выводят из себя алчные задумки её мужа (в особенности, если тот хочет навредить Гуфи). Пэг, иногда бывает, беспокоится о своём доме.
- Пи-Джей (англ. P.J.) — сын Пита и Пэг. Имеет несколько флегматичный характер и немного побаивается своего отца, и к тому же, является его противоположностью: он добрый и отзывчивый, любит дружить с семьёй Гуфов (в частности, с Максом). Пи-Джей иногда старается не вмешиваться в неприятные истории, но постоянно вмешивается в них, идя на поводу у Макса.
- Пистоль (англ. Pistol) — шестилетняя дочь семьи Пита. Забияка и непоседа. С ней неоднократно происходят приключения.
- Вафля (англ. Waffles) — кот семьи Гуфов.
- Рашпиль (англ. Chainsaw) — собачонка семьи Пита.